# Robert Behling
Pour les articles homonymes, voir Behling.
Robert Behling, né le 28 mars 1991, est un céiste allemand pratiquant le slalom.

## Palmarès

### Championnats du monde de canoë-kayak slalom
- 2009 à La Seu d'Urgell,  Espagne
  -  Médaille d'argent en relais 3xC2
- 2010 à Tacen,  Slovénie
  -  Médaille de bronze en relais 3xC2

### Championnats d'Europe
- 2018 à Prague,  Tchéquie
  -  Médaille d'or en C2 par équipe
  -  Médaille d'argent en C2